# Paralimni

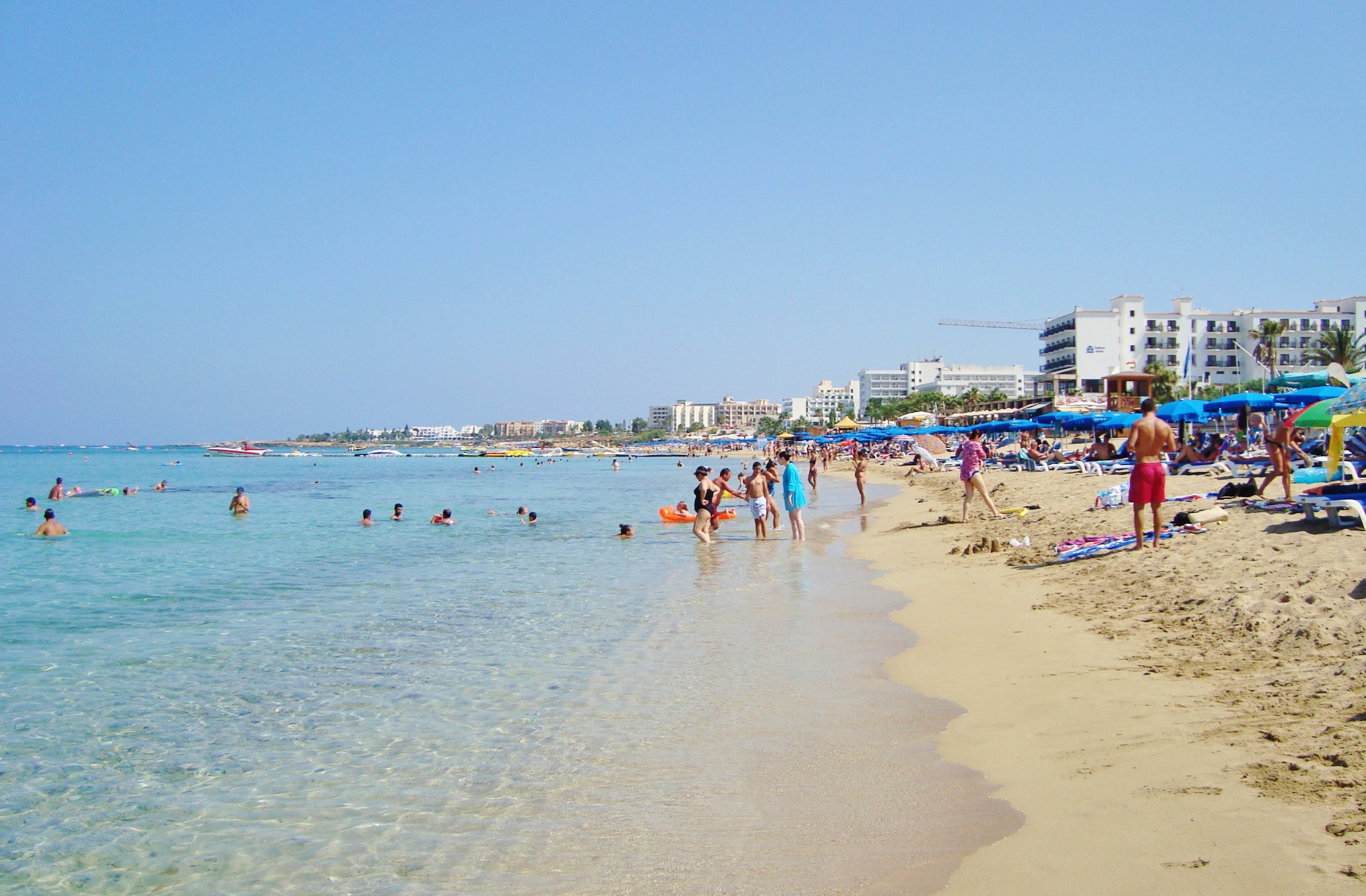
Plaża w Paralimni

Paralimni (gr. Παραλίμνι) – miasto w Republice Cypryjskiej, w dystrykcie Famagusta. W 2011 roku liczyło 14 963 mieszkańców. Rozwija się tu przemysł spożywczy.
Na wschód od miejscowości znajduje się cypel Kawo Greko stanowiący najdalej na południowy wschód wysuniętą część Cypru. Podlega on ochronie jako Kavo Gkreko National Forest Park i obszar Natura 2000.

## Klimat
| Miesiąc                                     | Sty  | Lut  | Mar  | Kwi  | Maj  | Cze  | Lip  | Sie  | Wrz  | Paź  | Lis  | Gru  | Roczna |
| ------------------------------------------- | ---- | ---- | ---- | ---- | ---- | ---- | ---- | ---- | ---- | ---- | ---- | ---- | ------ |
| Średnie temperatury w dzień [°C]            | 16.0 | 16.1 | 18.7 | 22.2 | 26.8 | 30.8 | 33.1 | 33.3 | 31.1 | 27.7 | 21.7 | 17.3 | 24,6   |
| Średnie dobowe temperatury [°C]             | 12.3 | 12.0 | 14.2 | 17.4 | 21.8 | 25.7 | 28.2 | 28.5 | 26.1 | 22.8 | 17.6 | 13.7 | 20,0   |
| Średnie temperatury w nocy [°C]             | 8.6  | 7.9  | 9.7  | 12.5 | 16.8 | 20.6 | 23.4 | 23.7 | 20.9 | 18.0 | 13.4 | 10.1 | 15,5   |
| Opady [mm]                                  | 87.6 | 48.2 | 27.5 | 20.3 | 8.0  | 0.9  | 0.1  | 1.2  | 4.1  | 16.2 | 53.5 | 101  | 369    |
| Średnia liczba dni z opadami                | 8.2  | 5.6  | 7.7  | 3.5  | 1.2  | 0.3  | 0.1  | 0.1  | 0.6  | 2.5  | 4.9  | 7.3  | 58,1   |
| Źródło: Department of Meteorology of Cyprus |      |      |      |      |      |      |      |      |      |      |      |      |        |